# Trattato sull'emendazione dell'intelletto
Il Trattato sull'emendazione dell'intelletto (nell'originale latino, Tractatus de intellectus emendatione) è un'opera incompiuta del filosofo Baruch Spinoza, la cui composizione iniziò probabilmente tra il 1656 e il 1657 e fu interrotta entro l'inizio degli anni 1660. L'opera fu pubblicata per la prima volta alla fine del 1677, pochi mesi dopo la morte dell'autore, in una duplice edizione curata dai suoi amici: in latino nella raccolta intitolata Opera posthuma, in olandese nei Nagelate Schriften.
Il Trattato, di impostazione cartesiana, si pone come obiettivo quello di rimuovere le difficoltà che hanno a lungo impedito all'uomo di conoscere e di raggiungere il vero bene; Spinoza procede perciò a una critica anche metodologica delle inadeguate concezioni etiche tradizionali per sostituirle con una nuova e ben fondata teoria a proposito di ciò che è il vero bene, facendo in modo che essa sia a sua volta supportata da una solida teoria della conoscenza.

## Genesi dell'opera
Nonostante alcune difficoltà nella datazione delle opere di Spinoza, il Trattato sull'emendazione dell'intelletto è in genere considerato uno dei suoi primi lavori filosofici. L'iniziale interesse dell'autore per i problemi della filosofia, e quindi l'inizio della stesura di un primo trattato di carattere metodologico e gnoseologico, furono motivati probabilmente da una sua sostanziale insoddisfazione rispetto al tipo di felicità che la sua vita da mercante e membro della comunità ebraica gli aveva prospettato fino alla metà degli anni 1650:
(Baruch Spinoza, Trattato sull'emendazione dell'intelletto, § 1.)
Comunque, la stesura del Trattato sull'emendazione dell'intelletto fu interrotta da Spinoza prima del completamento dell'opera, forse tra il 1659 e il 1660, per dedicarsi a un nuovo testo, il Breve trattato su Dio, l'uomo e il suo bene, il quale avrebbe notevolmente approfondito i temi schizzati nel Trattato fornendo una prima esposizione organica del pensiero di Spinoza. Le ragioni dell'interruzione non furono legate a ripensamenti dell'autore nel merito delle sue tesi, dal momento che molte delle teorie del Trattato sarebbero state riprese, con sostanziale continuità, nel Breve trattato; probabilmente egli o rimase insoddisfatto per l'impostazione del testo o ritenne che fosse inutile separare un discorso metodologico dalle sue applicazioni (che infatti trattò congiuntamente nel Breve trattato).

## Contenuto
L'obiettivo di Spinoza è dunque quello di trovare, e comunicare, una via che consenta all'uomo di attingere al vero bene, cioè a una felicità non effimera e fragile come quella che deriva dalle ricchezze materiali, dalla carriera o dagli onori, bensì stabile e addirittura eterna. L'autore, riconoscendo il tratto essenziale dell'uomo nella sua natura razionale, ritiene che la sua massima gioia debba dipendere dalla conoscenza, e in particolare dalla conoscenza, da parte di ciascun uomo, della sua natura particolare e del posto che questa occupa nella natura nel suo complesso.
Il problema della conoscenza, però, introduce l'esigenza di un metodo. Secondo Spinoza esistono infatti quattro generi di conoscenza, non tutti ugualmente validi, e anzi ordinabili dal peggiore al migliore:
- il primo genere corrisponde alla conoscenza indiretta che si ha attraverso la mediazione di una testimonianza di attendibilità incerta;
- il secondo genere è quello delle conoscenze derivanti da esperienze fortuite, casuali o comunque non sistematiche, tali per cui generalizziamo alcune credenze per induzione, a partire da percezioni particolari, ma senza particolare profondità;
- il terzo genere è invece basato saldamente sulla ragione e, pur avendo l'esperienza a suo fondamento, la vaglia in modo da giungere alla conoscenza di tutte le proprietà delle cose, incluse le cause che le portano a esistere e le cose che sono da esse a loro volta causate, ovvero quella che Spinoza chiama la loro essenza; con il terzo genere di conoscenza comunque si deducono le proprietà essenziali delle cose a partire da qualcos'altro, e si tratta dunque di una conoscenza discorsiva;
- il quarto genere di conoscenza ha pure carattere razionale, ma non più discorsivo bensì intuitivo, poiché consente la comprensione della cosa in virtù della sua stessa essenza e non di altro, in modo immediato.

Se dunque l'obiettivo è quello di raggiungere la migliore conoscenza possibile di noi stessi e della natura in cui siamo immersi, il metodo della nostra indagine deve basarsi sulla ricerca razionale delle cause che legano le cose le une alle altre e, in particolare, deve mirare a conoscere le essenze delle cose (cioè l'insieme delle determinazioni da cui dipendono e delle determinazioni che ne dipendono) in modo chiaro e distinto anziché oscuro e confuso. Un'idea che è chiara e distinta nella nostra mente infatti (come già sosteneva Cartesio, un pensatore la cui influenza su Spinoza fu notevole) è garantita quanto alla sua veridicità, ossia quanto alla sua corrispondenza con la cosa di cui è idea: altrimenti bisognerebbe concludere che Dio ci inganna.
La ricostruzione razionale dell'insieme dei nessi causali che ordinano la natura tende a far sì che all'interno della nostra mente sia riprodotto intellettualmente l'ordine materiale della natura; tale ordine della natura testimonia di un ente assolutamente perfetto che è all'origine sia della natura stessa, sia della conoscenza che noi esseri umani ne abbiamo. Tale ente, benché Spinoza non sia esplicito, è Dio, alla cui conoscenza quindi noi miriamo per la nostra felicità.